# Aleksandr Pogorelov
Aleksandr Guennadievitch Pogorelov (en russe : Александр Геннадьевич Погорелов), né le 10 janvier 1980 à Jeleznogorsk, est un athlète russe, spécialiste du décathlon et des épreuves combinées. Il mesure 2,01 m pour 95 kg. Son club est la Dynamo de Briansk.

## Carrière
Il a commencé le décathlon dès 1997 et il participe, sans achever ses épreuves, aux Championnats d'Europe juniors en 1999.
Son tout premier décathlon au-dessus de 8 000 est réalisé à Krasnodar le 24 mai 2002, avec un total de 8 163 points. La même année, il est finaliste aux Championnats d'Europe. L'année suivante, il atteint 8 072 points lors du meeting d'Arles mais il ne termine pas les épreuves du décathlon lors des Championnats du monde 2003 à Paris Saint-Denis. Il participe ensuite aux Jeux olympiques, à Athènes, en 2004.
Le 29 mai 2005, il réalise 8 429 points au meeting de Götzis, son record personnel. En 2008, il finit quatrième des Jeux olympiques de Pékin, après avoir obtenu 8 381 au meeting de Götzis de la même année.
Le 20 août 2009, il termine troisième du décathlon des Championnats du monde 2009 de Berlin avec un record personnel de 8 528 points, gagnant ainsi sa première médaille au niveau mondial ou européen après ses deux médailles d'argent en 2005 et 2007 lors d'heptathlons aux Championnats d'Europe en salle.
Il a été 2e en Coupe d'Europe des épreuves combinées en 2003 et 3e en 2006.

## Dopage
Le 24 mai 2016, Pogorelov figure sur la liste des 31 athlètes contrôlés positifs à la suite du reteste des échantillons des Jeux olympiques de Pékin de 2008 où il s'était classé 4e. Par conséquent, si l'échantillon B (qui sera testé en juin) s'avère positif, l'athlète sera disqualifié. Le CIO lui retire sa 4e place à Pékin le 19 août 2016.

## Palmarès
| Date | Compétition                           | Lieu                                  | Résultat | Épreuve    | Temps |
| ---- | ------------------------------------- | ------------------------------------- | -------- | ---------- | ----- |
| 2002 | Championnats d'Europe                 | Munich                                | 8e       | Décathlon  | 8 016 |
| 2003 | Coupe d'Europe                        | Tallinn                               | 2e       | Décathlon  | 7 896 |
| 2004 | Jeux olympiques                       | Athènes                               | 11e      | Décathlon  | 8 084 |
| 2005 | Championnats du monde                 | Helsinki                              | 5e       | Décathlon  | 8 246 |
| 2005 | Championnats d'Europe en salle        | Madrid                                | 2e       | Heptathlon | 6 111 |
| 2005 | Hypo-Meeting                          | Götzis                                | 3e       | Décathlon  | 8 429 |
| 2006 | Coupe d'Europe                        | Arles                                 | 3e       | Décathlon  | 8 102 |
| 2006 | Championnats d'Europe                 | Göteborg                              | 4e       | Décathlon  | 8 245 |
| 2007 | Championnats d'Europe en salle        | Birmingham                            | 2e       | Heptathlon | 6 127 |
| 2008 | Hypo-Meeting                          | Götzis                                | DQ       | Décathlon  | —     |
| 2008 | Jeux olympiques                       | Pékin                                 | DQ       | Décathlon  | —     |
| 2008 | Coupe du monde des épreuves combinées | Coupe du monde des épreuves combinées | DQ       | Décathlon  | —     |
| 2009 | Coupe d'Europe                        | Szczecin                              | DQ       | Décathlon  | —     |
| 2009 | Championnats du monde                 | Berlin                                | DQ       | Décathlon  | —     |

## Records
| Épreuve    | Performance | Lieu   | Date           |
| ---------- | ----------- | ------ | -------------- |
| Décathlon  | 8 429 pts   | Götzis | 29 mai 2005    |
| Heptathlon | 6 229 pts   | Moscou | 5 février 2006 |